# Península de Cotentin

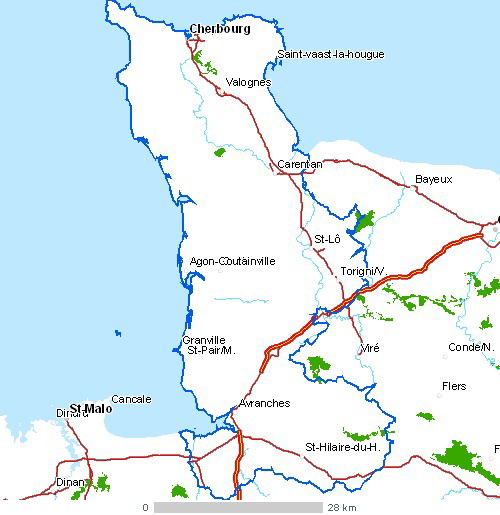
La Península de Cotentin (també coneguda com la Península de Cherbourg, a Normandia.

La Península de Cotentin, també coneguda com la Península de Cherbourg, és una península a Normandia que forma part de la costa nord-oest de França. S'estén pel Canal de la Mànega. Al seu oest hi ha les illes del Canal i al sud-oest hi ha la península de Bretanya.
Està situada al departament de la Manche, a la regió de Normandia.

## Geografia
La península de Cotentin forma part del massís d'Armòrica, i està situada entre l'estuari del riu Vire i la badia del Mont Saint-Michel. Està dividida en tres zones: el promontori de La Hague, el Pass de Cotentin (Le Plain) i la vall del riu Saire. Forma el gruix del departament de la Manche. La seva part meridional, anomenada "le Marais" (els aiguamolls), travessa d'est a oest fins al nord de Carentan i Lessay, i marca la frontera natural amb la resta de Manche.
La ciutat més gran de la península és Cherbourg, a la costa nord. Entre altres ciutats importants estan Valognes, Barfleur, Bricquebec, Barneville-Carteret, Beaumont Hague, Les Pieux, La Haye du Puits i Montebourg.
La costa occidental de la península, coneguda com la "Côte des Ïles" (la Costa de les Illes) encara les illes del Canal. Els ferrys enllacen Carteret i les illes de Jersey, Guernsey i Alderney des de Dielette. A la costa oriental de la península està l'illa de Tatihou i les Îles Saint-Marcouf.

## Història
La península formava part de la zona geogràfica romana d'Armòrica. L'actual ciutat de Coutances era l'antiga capital dels unel·les, una tribu gal·la, que adquirí el nom de "Constantia" al 298 durant el regnat de l'emperador Constanci I Clor. La base de la península, en llatí la pagus Constantinus, s'uní amb la pagus Coriovallensis, centrada al voltant de Cherbourg al nord, formant-se el que es coneixeria com a Cotentin. Sota els carolingis va ser administrada per vescomtes sorgits de la família dels Saint-Sauveur, i la seva seu es trobava a Saint-Sauveur al Douve.
Després de la batalla de Brissarthe, en la que van morir Robert el Fort i Rainulf I de Poitiers, Carles el Calb cedí la península de Cotentin i Bessin a Salomó de Bretanya en 867 pel tractat de Compiègne a canvi de suport contra els vikings. Alan I el Gran de Bretanya va fer la guerra contra els homes del nord. Com a resultat de les seves conquestes, la península de Cotentin passà a formar part del Ducat de Bretanya. Després de la seva mort, els homes del nord envaïren i ocuparen Bretanya entre el 907 i el 939. mentre que eren expulsats pel net d'Alan, Alan II Barbitorte, els posteriors governants bretons van ser més febles que Alan I, de manera que van anar patint continuats atacs i invasions dels homes del nord. Bretanya va perdre la península de Cotentin, la qual passà a formar part de Normandia.
Molts topònims deriven del nòrdic antic, com La Hague o La-Hougue, que provenen del mot "haugr", que significa "turó". Entre altres noms són típics Bricquebec, Etreham, Quettetot, Quettehou (Ketil ham). Fins a la construcció de les carreteres modernes, la península era gairebé inaccessible durant l'hivern a causa dels aiguamolls que aïllaven les zones altes del mateix promontori: això explica que en algunes referències històriques citin Cotentin com una illa.
El 1088 Robert Curthose, duc de Normandia, va fer un feu de Cotentin pel seu germà Enric, posteriorment el rei Enric I d'Anglaterra. Enric, com a comte de cotentin, establí la seva primera base de poder allà i a Avranchin al sud, més enllà del riu Thar.
Durant la Guerra dels Cent Anys, el rei Eduard III d'Anglaterra desembarcà a la badia de La Hogue, i d'allà es dirigí a l'església de Quettehou al Val de Saire. Va ser allà on Eduard va fer cavaller el seu fill Eduard, el Príncep Negre (a l'altar hi ha una placa que ho recorda).
La batalla naval de La Hogue del 1692 va tenir lloc davant Saint-Vaast-la-Hougue, prop de Barfleur.
La ciutat de Valognes va ser, fins a la Revolució Francesa, un punt de trobada per a l'aristocràcia, anomenada el "Versalles de Normandia". L'escena social va ser descrita a les novel·les de Jules Barbey d'Aurevilly, originari de la regió. Queden poques restes de les mansions i châteaux, car la majoria van resultar destruïts durant els combats de la batalla de Normandia durant la II Guerra Mundial.

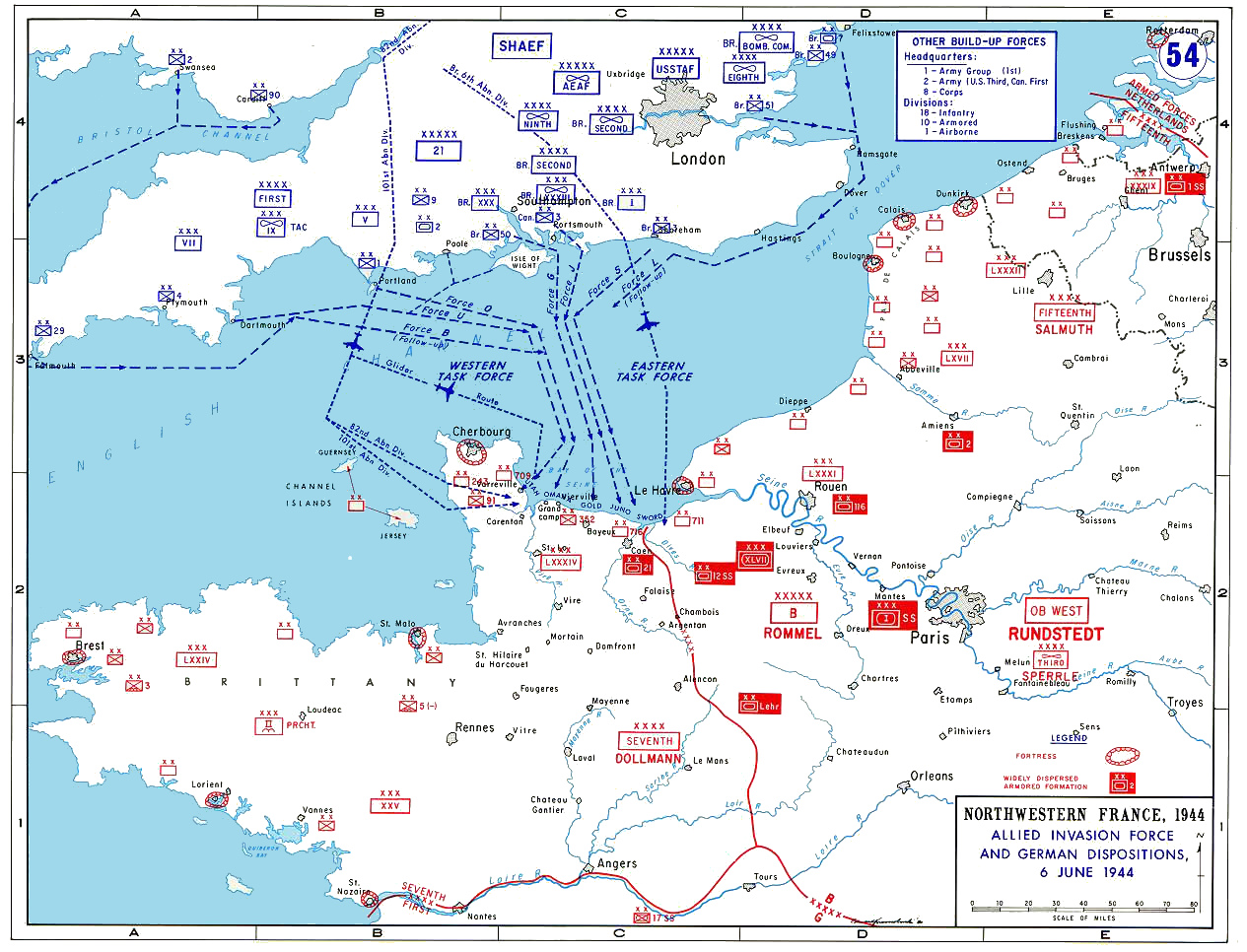
Mapa de l'assalt de Normandia i la costa nord-occidental francesa el Dia-D.

Durant la Segona Guerra Mundial, part de la batalla de Normandia el 1944 va tenir lloc a Cotenti. La part més occidental dels desembarcaments del Dia-D van ser a Utah Beach, a la zona més meridional de la península, seguida per una campanya per ocupar la península i capturar Cherbourg.

## Economia
El principal recurs econòmic de la regió és l'agricultura. La indústria lletera és una activitat important. Per tota la costa occidental es cultiven verdures de renom, com les pastanagues de Créances. La marca "Florette" va ser creada a Lessay.
La regió és també famosa per la seva cultura de mol·luscos, especialment les ostres de Saint-Vaast-la-Hougue i Pirou, així com la producció de begudes alcohòliques com la sidra i el calvados, fet de pomes i peres cultivades localment.
La regió allotja dues importants instal·lacions nuclears. A Flamanville hi ha una central d'energia nuclear, on s'està construint el segon reactor pressuritzat europeu del món, amb la posada en marxa prevista pel 2016. A pocs quilòmetres al nord, a Beaumont-Hague, es troba el Centre COGEMA de La Hague, un gran complex de reprocessament de residus nuclears i emmagatzematge operat per Areva NC. A la planta es guarden tots els residus d'alt nivell del programa nuclear francès a una gran volta. La indústria nuclear proporciona una part substancial de feina a la regió. Les carreteres emprades pel transport de residus nuclears han estat bloquejades a vegades pels activistes ecologistes de Greenpeace. Els grups ambientalistes locals han fet públiques les seves preocupacions sobre els nivells de radioactivitat de l'aigua refrigerant d'aquestes plantes nuclears, que és vessada a la badia de Vauville, tot i que la radioactivitat emesa és diversos punts de magnitud per sota dels nivells naturals i no planteja cap perill.
A Cherbourg hi ha dues drassanes importants. Les drassanes DCNS, de propietat estatal, ha construït els submarins nuclears francesos des de 1960. Les drassanes CMN, de propietat privada, ha construït diverses fragates i patrulleres per a diversos estats, principalment de l'Orient Mitjà.
El turisme és també una activitat econòmica important a la regió. Molts turistes visiten les platges de la invasió del Dia-D. A Sainte-Mère-Église hi ha un museu commemoratiu de les accions de les divisions aerotransportades 82a i 101a. La Cité de la Mer de Cherbourg és un museu de temes oceànics i submarins. L'atracció principal és el submarí Redoutable, el primer submarí nuclear francès, botat el 1967.

## Cultura
A causa del seu aïllament relatiu, la península de Cotentin és un dels darrers bastions del normand. El poeta en normand Côtis-Capel descriu als seus poemes l'entorn de la península, i Alfred Rossel, nadiu de Cherburg, ha compost diverses cançons que formen part de l'herència cultural de la regió. La seva cançó Sus le mé (Sur la mer) és cantada sovint com a himne nacional.
Si bé el francès és, actualment, l'idioma habitual i l'única llengua parlada pels habitants de Cotentin, el coteniais encara subsisteix. Aquesta és una varietat de la llengua normanda, que s'assembla al guernseiès i al jerseiès, però no és uniforme. Existeixen un gran nombre de dialectes locals que poden reagrupar-se en 5 grups:
1. l'augeron, parlat al nord de la península
2. el sercquiès, parlada al nord-est
3. el cotentinès del nord, al nord de la línia Coutances-Saint-Lô
4. el cotentinès del sud, al nord de la línia Línea Loret
5. el baupteis, que es parla al Bauptois, entre Carentan i La Haye-du-Puits.

El Prix littérarire du Contentin se es concedeix anualment a un llibre escrit per un escriptor originari de Cotentin en el que l'acció es desenvolupi a aquesta regió, o que el tema l'exalti.
Les poesies dels grans poetes en llengua normanda Marcel Dalarun i Alphonse Allain han estat musicades per Daniel Bourdelés, contribuint, així, a aquesta renovació cultural. L'associació Magéne, impulsora d'aquestes iniciatives, ofereix un repertori important de cançons normandes.